# Edificio Savoy
L'Edificio Savoy (in portoghese Edifício Savoy) è un edificio storico della città di San Paolo in Brasile. 

## Storia
L'edificio, progettato dall'architetto Giancarlo Palanti, venne edificato dalla Construtora Alfredo Mathias e completato nel 1954. Si trattava all'epoca della sua inaugurazione di uno dei primi edifici di appartamenti di lusso lungo l'Avenida Paulista.
Nel 1978, l'immobile venne acquistato dalla Construtora Savoy che, tramite lavori di ristrutturazione e adattamento durati cinque anni, lo trasformò in un edificio di uffici. I lavori comportarono anche la creazione di spazi commerciali al piano terra, dove il 27 febbraio 1981 venne inaugurato il primo ristorante McDonald’s di San Paolo.

## Descrizione
L'edificio è situato lungo l'Avenida Paulista nel centro di San Paolo.